# Lista över Försvarsmaktens flygplan
Här listas Försvarsmaktens flygplan.
Svensk militär benämning på förekommande flygplanstyper och versioner samt antal i tjänst.

## Marinens flygväsende1911-1926
- Nr 1 Nyrop N:o 3, som var en modifierad Blériot XI-2, 1 st
- N 1 Nieuport IV M, 1 st
- L 1 Donnet-Lévêque, 1 st
- L 2 Svenska aviatik AB L 2, 1 st
- F 1 Farman HF 23, 2 st
- F 2 - F 9 SW 11, 7 st
- M1 - M 2 Thulin Typ B som var en variant av Morane-Saulnier MS 3 2 st
- T 11-15 Thulin Typ G 5 st
- T 16-17 Thulin Typ GA 2 st
- Fpl 6-7 TDS Farman HF 23 (Galärvarvet) 2 st
- Fpl 9-10 Luft Verkehrs Gesellschaft C IV 2 st
- Fpl 18-19 Friedrichafen FF 33L 2 st
- Fpl 18-19 TDS 20-22 2 st
- Fpl 20-22 Friedrichshafen FF 33E 3 st
- Fpl 16,17,21 TDS 20 och TDS 20-22 (TDS) 3 st
- Fpl 23-24 Friedrichshafen FF 49C 2 st
- Fpl 25-26 Friedrichshafen FF 49C (Sablatnig) 2 st
- Fpl 41 Macchi M.8 1 st
- Fpl 42-45 Savoia S.13 4 st
- A 1-5 Albatross[förtydliga] (Södertälje) 5 st
- Fpl 46 Supermarine Channel II 1 st
- Fpl 11-12 Heinkel HE 3 2 st
- Fpl 30 Fairey IIID 1 st
- Avro 504K 2 st
- Maybach Hansa Hansa Brandenburg 31 (Svenska Aero) 9 st
- Maybach Hansa Hansa Brandenburg 31 (Svenska Aero) 1 st
- Rolls Hansa Hansa Brandenburg 42 (Svenska Aero) 5 st
- Rolls Hansa Hansa Brandenburg 47 (Svenska Aero) 1 st

## Arméns flygplan 1912-1916 ochFlygkompaniet1916-1926
- Nieuport IVG
- Blériot XI
- Morane Saulnier MS 3
- Fjällbäck
- Macchi M.7
- Thulin Typ D
- Thulin Typ K
- SW 15
- Bréguet C.U
- Farman HF 20
- Albatros B.II
- SW 10
- Farman HF 22
- SW 12
- SAF 3
- Thulin Typ E
- Thulin Typ L
- SW 20
- NAB 9
- Thulin Typ FA
- FMV-SW 16
- FVM S 18
- Bréguet 14
- Phönix C.I
- FVM S 21
- Bristol Fighter
- Fiat BR
- AEG G.V
- Gloster Grouse II
- Avro 504N
- Heinkel HD 35
- Fokker D.IV
- FVM Triplan
- FVM/CVM Tummelisa
- Phönix D.II
- FMV J 23
- FMV J 24
- AW Siskin II
- Nieuport ND 29

## Flygvapnet: 1926-2025

### Attackflygplan
- A 1 - Phönix C.1 (E 2) Dront, 10 st
- A 21 - Saab 21A-3
- A 29 - Saab 29 Tunnan
- A 32 - Saab 32 Lansen
- AJ 37 - Saab 37 Viggen, 108 st
- JAS 39 - Saab 39 Gripen, 204 st

### Bombflygplan
- B 1 – Fiat B.R., 3 st
- B 2 – Fiat B.R.I, 2 st
- B 3 – Junkers 86K, 56 st
- B 4 – Hawker Hart, 45 st
- B 5 – Northrop 8A-1, 103 st
- B 6 – Seversky 2P-A Guardsman, 2 st
- B 7 – Fokker G-1, inga levererade
- B 16 – Caproni Ca 313, 30 st
- B 17 – SAAB L-17, 263 st
- B 18 – SAAB L-18, 181 st
- B 21 – SAAB L-18, 119 st

### Jaktflygplan
- J 1 – Phönix D.III 12 st
- J 2 – Nieuport-Delage NiD 29 C, 10 st
- J 3 – Fokker C.V D, 15 st
- J 4 – Heinkel HD 19 6 st
- J 5 – Svenska Aero Jaktfalken 1 st
- J 6 – Svenska Aero Jaktfalk I och II, 17 st
- J 7 – Bristol Bulldog II, 11 st
- J 8 – Gloster Gladiator, 55 st
- J 9 – Republic Seversky EP-1 Modell 106, 60 st
- J 10 – Vultee Vanguard 48C1, 0 st
- J 11 – Fiat CR 42, 72 st
- J 19 – SAAB J 19, prototyp
- J 20 – Reggiane Re 2000, 60 st
- J 21 – Saab 21, 298 st
- J 22 – FFVS J 22, 198 st
- J 26 – North American P-51 Mustang, 161 st
- J 28 – De Havilland DH 100 Vampire, 380 st
- J 28C – De Havilland DH 115 Vampire T Mk 55, 57 st
- J 29 – Saab 29 Tunnan, 585 st
- J 30 – De Havilland Mosquito, 60 st
- J 32 – Saab 32 Lansen, 120 st
- J 33 – De Havilland DH 112 Venom, 60 st
- J 34 – Hawker Hunter, 120 st
- J 35 – Saab 35 Draken, 615 st
- JA 37 – Saab 37 Viggen, 149 st
- JAS 39 – Saab 39 Gripen, 204 st

### Spaningsflygplan
- S 1 - FVM S 21, 16 st
- S 2 - Heinkel S.I Hansa, 8 st
- S 3 - Heinkel S.II Hansa, 6 st
- S 4 - Heinkel HE 4 Hansa, 1 st
- S 5 - Heinkel HE 5 Hansa, 40 st
- S 6 - Fokker C.V E,
- S 7 - Hawker Hart, 3 st
- S 8 - Svenska Aero SA-12
- S 9 - Hawker Osprey, 6 st
- S 12 - Heinkel He 114, 12 st
- S 14 - Fieseler Fi 156 Storch, 26 st
- S 16 - Caproni Ca 313, 80 st
- S 17B - Saab 17, 121 st
- S 18A - Saab 18, 55 st
- S 22 - FFVS J 22, 9 st
- S 26 - North American P-51 Mustang, 12 st
- S 29C - Saab 29 Tunnan, 76 st
- S 31 - Supermarine Spitfire Mk XIX, 50 st
- S 32C - Saab 32 Lansen, 45 st
- S 35E - Saab 35 Draken. 60 st
- SF 37 - Saab 37 Viggen, 28 st
- SH 37 - Saab 37 Viggen, 27 st
- SH 89 - (Flygplanstypen tillhörde aldrig Flygvapnet, se Flygplan utanför Flygvapnets organisation)
- S 100 - Saab 340 AEW&C, 6st
- JAS 39 - Saab 39 Gripen, 204 st

### Skolflygplan
- Sk 1 - Albatros B.II
- Sk 2 - Friedrichshafen FF 33E, 2 st
- Sk 2 - Freidrichshafen FF 33L, 2 st
- Sk 3 - Avro 504
- Sk 4 - Heinkel HD 24
- Sk 5 - Svenska Aero Heinkel HD 35
- Sk 6 - Heinkel HD 36
- Sk 7 - De Havilland DH 60
- Sk 8 - Svenska Aero Skolfalken
- Sk 9 - De Havilland DH 60T
- Sk 10 - Raab-Katzenstein RK 26 Tigerschwalbe, 25 st
- Sk 11 - De Havilland DH 82A Tiger Moth, 36 st
- Sk 12 - Focke-Wulf Fw 44J Stieglitz, 85 st
- Sk 14 - North American NA 16-4M, 137 st
- Sk 15 - Klemm Kl 35, 101 st
- Sk 16 - North American NA-66 Texan / Harvard, 257 st
- Sk 25 - Bücker Bü 181 Bestmann, 121 st
- Sk 35 - Saab 35 Draken, 25 st
- SK 37 - Saab 37 Viggen, 17 st
- SK 40 - Grob G 120TP, 7 St
- Sk 50 - Saab 91 Safir, 90 st
- SK 60 - Saab 105, 150 st
- SK 61 - Beagle B.125 Bulldog, 78 st

### Övningsflygplan
- Ö 1 - FVM/CVM Tummelisa
- Ö 2 - FMV Albatross 160
- Ö 3 - Gloster Grouse Mk II, 1 st
- Ö 4 - FMV Phönix C.1 (E 1)Dront, 220hk 10 st
- Ö 5 - FMV Phönix C.1 (E 1)Dront, 260hk 2 st
- Ö 6 - Bristol F. 2B Fighter, 1 st
- Ö 7 - Svenska Aero SA-10 Piraten, 1 st
- Ö 8 - Svenska Aero SA-13 Övningsfalken, 1 st
- Ö 9 - ASJA Typ 2, 2 st

### Torpedflygplan
- T 1 - Heinkel HD 16, 2 st
- T 2 - Heinkel He 115, 12 st
- T 16 - Caproni Ca 313, 14 st
- T 18 - Saab 18, 62 st

### Transportflygplan
- Trp 1/Tp 1 - Junkers F 13, 3 st
- Trp 2/Tp 2 - Junkers W 33 och Junkers W 34, 3 st
- Trp 3/Tp 3 - De Havilland DH 90 Dragonfly, 1 st
- Trp 4/Tp 4 - Beechcraft Model 18, 1 st
- Trp 5/Tp 5 - Junkers Ju 52/3m, 5 st
- Tp 6 - Fairchild Model 24, 1
- Tp 7 - Miles M.3 Falcon, 1 st
- Tp 8 - Waco UIC-4/Waco ZQC-6, 4 st
- Tp 9 - Junkers Ju 86Z-7, 1 st
- Tp 10 - Fokker F.VIII, 1 st
- Tp 11 - RWD-13, 1 st
- Tp 16 - Caproni Ca 313, 2 st
- Tp 24 - Dornier Do 24, 1 st
- Tp 45 - Beechcraft Model 18, 2 st
- Tp 46 - De Havilland DH 104 Dove, 1 st
- Tp 47 - Consolidated Model 28 Catalina, 3 st
- Tp 52 - English Electric Canberra, 2 st
- Tp 54 - Piper PA-31 Chieftain, 5 st
- Tp 55 - De Havilland Canada DHC-4 Caribou
- Tp 78 - Noorduyn Norseman, 3 st
- Tp 79 - Douglas DC-3, 8 st
- Tp 80 - Avro Lancaster B Mk.1, 1 st
- Tp 81 - Grumman Goose, 1 st
- Tp 82 - Vickers Varsity, 1 st
- Tp 83 - Percival Pembroke, 18 st
- Tp 84 - Lockheed Martin C-130 Hercules, 8 st
- Tp 85 - Sud Aviation S.E 210 Caravelle 2 st
- Tp 86 - Rockwell Sabreliner 40A, 2 st
- Tp 87 - Cessna 404, 3 st
- Tp 88 - Fairchild Merlin, 2 (3) st
- Tp 89 - (Flygplanstypen tillhörde aldrig Flygvapnet, se Flygplan utanför Flygvapnets organisation)
- Tp 91 - Saab 91 Safir, 10 st
- Tp 100 - Saab 340
- Tp 101 - Beech 200 Super King Air, 4 st
- Tp 102 - Gulfstream IV, 3 st
- Tp 103 - Cessna 550 Citation II, 1 st

### Provflygplan
- P 1 - Sparmann S 1-A, 10 st
- P 2 - Focke-Wulf Fw 44 Stieglitz, 2 st
- P 3 - Sparmann E 4
- P 4 - Fieseler Fi 156 Storch, 2 st
- P 5 - Handley Page Hampden, 1 st
- P 6 - Focke Wulf Fw 58 Weihe, 4 st
- P 7 - Saab L 10, 2 s
- P 8 - Saab L 11, 2 st

### Glidflygplan,lastglidflygplanochsegelflygplan
- G 101 - AB Flygindustri Schneider SG-38, 40 st
- Se 102 - AB Flygplan Grunau Baby II, 31 st
- Se 103 - AB Flygplan DFS Kranich, 30 st
- Se 104 - AB Flygindustri DFS Weihe, 19 st
- Lg 105 - AB Flygindustri Fi-3, 5 st

## Flygplan utanför Flygvapnets organisation
Arméflyget och Marinflyget bildade tillsammans med Flygvapnets FRÄD-grupper 1998 Helikopterflottiljen.

### Artilleriflyget1954-1980 ochArméflyget1980-1998
- Fpl 51A/B - Piper PA-18 Super Cub, 29 st
- Fpl 53 - Dornier Do 27, 5 st
- Fpl 61C - Scottish Aviation Bulldog, 20 st

### Marinflyget19xx-1998
- SH 89 - CASA C-212 Aviocar, 1 st (tidigare betecknad TP 89, flygplanstypen överfördes 1998 till Helikopterflottiljen)

## Helikoptrar
Var inom Försvarsmakten helikoptrarna organisatoriskt har tillhört har varierat genom åren, vilket gör de svåra att kategorisera utan att skapa dubbelposter. För även om alla helikoptrar sedan 1998 tillhör Helikopterflottiljen och därigenom sedan 2003 Flygvapnet, så har det inte alltid varit fallet. Före 1998 tillhörde helikoptrarna respektive försvarsgren: Artilleriflyget/Arméflyget (Armén), Marinflyget (Marinen) samt Flygvapnets FRÄD-grupper. 
- Helikopter 1 - Boeing Vertol 44A/44B, 11 st (avvecklade)
- Helikopter 2 - Sud Aviation SE 3130 Alouette II, 29 st (avvecklade)
- Helikopter 3 - Agusta Bell 204B, 24 st (avvecklade)
- Helikopter 4 - Boeing Vertol 107 II, 24 st (avvecklade)
- Helikopter 5 - Hughes 269A/Hughes 300C/Schweizer 300C, 28 st (avvecklade)
- Helikopter 6 - Agusta-Bell 206A, 25 st (avvecklade)
- Helikopter 7 - Ej använd beteckning, var tänkt att beteckna den helikoptertyp som sedermera blev HKP 4C
- Helikopter 8 - Ej använd beteckning, var en studie av beväpnad helikopter som sedermera utmynnade i HKP 9A
- Helikopter 9 - Messerschmitt-Bölkow-Blohm Bo 105, 25 st (avvecklade)
- Helikopter 10 - Eurocopter AS332 Super Puma, 12 st (avvecklade)
- Helikopter 11 - Agusta Bell 412HP, 5 st (avvecklade)
- Helikopter 12 - Ej använd beteckning, var en studie av ersättare till HKP 3 som sedermera utmynnade i HKP 14
- Helikopter 13 - Ej använd beteckning, svenska försvaret har aldrig använt siffran 13 för flygplanstyper
- Helikopter 14 - NHIndustries NH90, 18 st (under levereras)
- Helikopter 15 - Agusta A109 LUHS, 20 st
- Helikopter 16 - Sikorsky UH-60M Black Hawk, 15 st